# Diplarrena
Diplarrena é um género de plantas com flor da família Iridaceae, cujas únicas duas espécies são endémicas na Austrália. O género constitui a tribo monogenérica Diplarreneae.

## Descrição
O nome genérico deriva do vocábulo grego diploos ("duplo") e arren ("masculino"), pois as plantas deste género apresentam apenas dois estames funcionais, enquanto as outras Iridaceae apresentam três. O nome é frequentemente erradamente grafado Diplarrhena, um erro que se iniciou com George Bentham na sua Flora Australiensis de 1873.
Os membros deste género são herbáceas perenes formadoras de tufos, com rizomas curtos. As folhas são basais, lineares, planas e presentes o ano todo. O caule é erecto, com algumas folhas reduzidas. As flores aparecem uma de cada vez numa espata terminal verde. São semelhantes a íris, mas distintamente zigomórficaa. Apresentam seis tépalas brancas e um estilete com dois ramos semelhantes a fios.

## Espécies
O género Diplarrena contém as seguintes espécies:
- Diplarrena moraea Labill. — nativo da TasmÂnia, Victoria e New South Wales; apresenta folhas de até 1 cm de largura, flores com 5-6 cm de largura, com tépalas externas de ápice rombo de 1,5-2,5 cm de largura; as tépalas internas apresentam frequentemente manchas ou veias roxas e são amareladas nas pontas.
- Diplarrena latifolia Benth. — nativa da Tasmânia; é uma planta maior, com folhas de 1,0-2,2 centímetros de largura. As flores têm de 6 a 8 centímetros de largura, com tépalas internas com pontas amareladas e fortemente nervuradas. A espécie pode ser uma variante regional de D. moraea.

O cultivar 'Amethyst Fairy' é um variante seleccionada pelas suas flores grandes com marcações mais escuras nas tépalas internas.